# كريستوفر جينر
كريستوفر جينر (بالإنجليزية: Christopher Jenner)‏ ولد بتاريخ 3 نوفمبر 1974 في نيوزيلندا، هو دراج فرنسي سابق في صنف سباق الدراجات على الطريق. سبق أن شارك في دورة الألعاب الأولمبية الصيفية.

## روابط خارجية
- كريستوفر جينر على موقع أرشيف الدراجات (الإنجليزية)
- كريستوفر جينر على موقع إحصائيات الدراجات الإحترافية (الإنجليزية)
- كريستوفر جينر على موقع أوليمبيديا (الإنجليزية)